# 1997 en Italie
Chronologie de l'Italie
- 1993
- 1994
- 1995
- 1996
- 1997
- 1998
- 1999
- 2000
- 2001

1995 en Europe - 1996 en Europe - 1997 en Europe - 1998 en Europe - 1999 en Europe

## Événements
- 12 janvier : accident ferroviaire à Plaisance ; le pendolino ETR 460, effectuant un service Milan-Rome, déraille à 300 mètres au nord de la gare de Plaisance, avec 150 voyageurs à bord. L'accident, qui serait dû à une vitesse excessive, fait 8 mort et 29 blessés. L'ancien président de la république, Francesco Cossiga en sort indemne[1].
- 24 janvier : désignation d’une commission de 70 membres, composée de députés et de sénateurs, la Bicamérale, pour réformer la Constitution, présidée par Massimo D'Alema[2]. Elle remet ses travaux le 30 juin[3].
- 23 mars : blocus naval de l'Adriatique autorisant la marine italienne à intercepter en haute mer tous les navires de réfugiés albanais fuyant leur pays en crise et de les renvoyer en Albanie[4].
- 28 mars : naufrage du bateau albanais Katër i Radës, éperonné par une corvette de la marine militaire italienne dans le détroit d'Otrante, qui entraîne plus de 90 morts dont des femmes et des enfants[5].

- 11-12 avril : incendie dans la cathédrale de Turin. Le Suaire est sauvé par le pompier Mario Trematore[6].

- 8-9 mai : dans la nuit, neuf militants du groupe indépendantiste vénitien Veneto Serenissimo Governo prennent d'assaut la place Saint-Marc et le campanile de Saint-Marc pour hisser le drapeau de la république de Venise[7].
- 9 mai : une étudiante en droit, Marta Russo (it) est assassinée alors qu'elle se promenait avec une amie à l'intérieur de l'université La Sapienza de Rome[8].
- 25 mai : référendum officieux  pour la « Padanie » organisé par la ligue du Nord d'Umberto Bossi, qui propose l'élection d'une assemblée constituante padane le 26 octobre[9].

- 26 septembre : un tremblement de terre en Ombrie et dans les Marches endommage la ville d'Assise et particulièrement la basilique Saint-François, dont la voûte de la basilique supérieure s'effondre à deux endroits, tuant quatre personnes[10].

- 9 octobre :
  - à la suite du refus de Rifondazione Comunista de voter le projet de loi de finances pour 1998 (problème des acquis sociaux et report de la réduction du temps de travail), Romano Prodi démissionne[3]. L’opinion publique réagit et le siège de Rifondazione Comunista est submergé de messages, fax et appels téléphoniques condamnant sa politique. Bertinotti fait alors marche arrière et accepte de voter la loi de finance en échange de promesses sur les 35 heures et les retraites.
  - l'écrivain et dramaturge italien Dario Fo reçoit le prix Nobel de littérature[3].
- 14 octobre : le président de la République Oscar Luigi Scalfaro renvoie le gouvernement Prodi devant les députés, qui votent la confiance le 16 octobre[3].
- 31 octobre : onze personnes sont tuées dans l'incendie d'une chambre hyperbare à l'Institut orthopédique Galeazzi de Milan[11].

- 21 décembre : mise en service de la passante ferroviaire de Milan[12].

## Économie et société
- Le gouvernement Romano Prodi adopte des mesures drastiques pour que l’Italie entre dans la zone euro en 2000. Le déficit public passe de 6,7 % à 2,7 % en deux ans. Le peuple Italien est le seul d’Europe à accepter de payer un « impôt européen » qui rapporte 12 500 milliards de lires. Le plus gros effort est fait sur les dépenses publiques qui passent de 51 à 48 % du PIB en 3 ans. Les privatisations permettent d'augmenter temporairement les recettes de 0,5 point de PIB.
- Le parlement adopte une réforme fiscale visant à rendre le fisc italien plus efficient[13] :  
  - une nouvelle taxe régionale au taux de 4,25 % sur les activités de production (IRAP) est créée avec la suppression d’un certain nombre de droits d’accises, de taxes sur le capital et de cotisations au système de santé.
  - l'impôt sur le revenu passe de 7 tranches à 5 et le taux supérieur est ramené de 51 à 46 %.
  - création d'une surtaxe régionale de 1 %.
  - nouveaux crédits d'impôts sur la famille
  - l'imposition du capital passe à 2 tranches (12,5 et 27 %) et l'assiette est élargie aux revenus boursiers.
  - les entreprises voient leur imposition réduite si leurs gains sont réinvestis (taux de 19 au lieu de 37 %).
  - les taux de TVA passe à 3 et sont majorés de 1 point.
  - simplification des règles administratives (unification des systèmes de paiement, suppression de nombreux impôts et cotisations, élargissement de l'assiette fiscale, autonomisation budgétaires des régions et des administrations locales)[14].

## Culture

### Cinéma

#### Films italiens sortis en 1997
- 20 décembre : La vie est belle (La vita è bella), film de Roberto Benigni.

#### Mostra de Venise
- Lion d'or d'honneur : Gérard Depardieu, Stanley Kubrick et Alida Valli
- Lion d'or : Hana-bi de Takeshi Kitano
- Coupe Volpi pour la meilleure interprétation féminine : Robin Tunney pour Niagara, Niagara de Bob Gosse
- Coupe Volpi pour la meilleure interprétation masculine : Wesley Snipes pour Pour une nuit... (One Night Stand) de Mike Figgis

### Littérature

#### Livres parus en 1997
- Carlo Lucarelli : Almost Blue.

#### Prix et récompenses
- Prix Strega : Claudio Magris, Microcosmi (Garzanti)
- Prix Bagutta : Sergio Ferrero, Gli occhi del padre, (Mondadori)
- Prix Campiello : Marta Morazzoni, Il caso Courrier
- Prix Napoli : Elisabetta Rasy, Posillipo, (Rizzoli)
- Prix Stresa : Dante Maffia, Il romanzo di Tommaso Campanella, (Spirali)
- Prix Viareggio : Claudio Piersanti, Luisa e il silenzio

## Naissances en 1997
- 21 mai : Federico Bonazzoli, footballeur.

## Décès en 1997
- 1er janvier : Franco Volpi, 75 ans, acteur. (° 11 juillet 1921).
- 16 mai : Giuseppe De Santis, 80 ans, réalisateur. (° 11 février 1917)

#### Articles généraux
- L'année 1997 dans le reste du monde
- 1997 aux États-Unis, 1997 au Canada
- 1997 en Europe, 1997 en France, 1997 en Belgique, 1997 en Suisse

#### Articles sur l'année 1997 en Italie
- Tremblement de terre d'Ombrie et des Marches

#### L'année sportive 1997 en Italie
- Championnats du monde de cross-country 1997
- Championnats du monde de ski alpin 1997
- Championnats du monde de snowboard 1997
- Championnat d'Italie de football 1996-1997
- Championnat d'Italie de football 1997-1998
- Supercoupe d'Italie de football 1997
- Championnat d'Italie de rugby à XV 1996-1997
- Championnat d'Italie de rugby à XV 1997-1998
- Grand Prix automobile d'Italie 1997
- Milan-San Remo 1997
- Tour d'Italie 1997
- Tour de Lombardie 1997
- Trittico Lombardo 1997

- L'année 1997 en Italie sur Commons